# Embia
Embia (лат.) — род эмбий из семейства Embiidae.

## Описание
Мелкие и среднего размера насекомые (около 1 см) с удлинённым цилиндрическим телом. Ротовой аппарат грызущего типа. Фасеточные глаза небольшого размера, оцеллии отсутствуют. Крылья имеются только у самцов. На первом членике передней лапки имеются прядильные железы.
Самцы крылатые и бескрылые, обычно буровато-чёрные, но у некоторых видов равномерно бледные или с красноватым протораксом. Голова обычно с маленькими глазами; усики с короткими сегментами, которые не имеют длинных волосков, вершинные сегменты никогда не бывают контрастно бледными; мандибулы обычно удлинённые, параллельносторонние с вершинными зубцами, обычно загнутыми вентрально и не хорошо видны сверху; субментум редко бывает большим или сильно склеротизированным. Тело по форме довольно крепкое, с относительно толстыми, короткими ногами; задние базитарзусы короткие с одной конечной вентральной папиллой. Крылья самца, если присутствуют, обычно короткие по отношению к размеру тела. Жилка MA (R4+5) всегда вильчатая (за исключением аберрантных особей); поперечное жилкование никогда не бывает обширным.
Брюшные терминалии самца с десятой тергальной щелью всегда узкой; левый гемитергит десятого сегмента (10-L) часто сильно изогнут, хорошо склеротизован; левый отросток (10-LP) всегда простой, обычно короткий, изогнутый наружу, дистально-конический и остроконечный; правый гемитергит (10-R) более крупный, чем 10-L, края (особенно внутренний) слабо склеротизированы; правый отросток (10-RP) слабо развит, обычно представляет собой небольшую точку или слабую лопасть, направленную под каудальный край 10-R и не виден сверху; срединная створка (MF) хорошо развита, удлиненная, каудально-лопастная и отделена от 10-R на большей части своей длины узким мембранозным выступом. Эпипрокт склерит (EP) обычно скрыт MP, удлинённый, прямой, параллельносторонний. Гипандрий (H) обширный, равномерно, но слабо склеротизированный; его доля (HP) субмедиальная, широко закругленная апикально; слабо склеротизован с левой стороны, сильно с правой стороны. Составной левый парапрокт (LCB + LPPT) развит слабо, сильно межвидово изменчив; обычно имеет короткий, когтевидный, склеротический отросток на каудальном крае и часто округлый узелок на вентральной поверхности (у некоторых видов одна или обе эти структуры могут отсутствовать или быть неполноценными). Правый церкус-базиподит (RGB) представляет собой вентральное полукольцо и с правым парапроктом (RPPT), сросшимся вдоль его базального края. Церки довольно короткие, никогда с дистальным сегментом контрастно бледным или белым; базальный сегмент левого церкуса (LC1) межвидово изменчив, с одной эхинуляционной лопастью на внутренней стороне; базальный сегмент правого церкуса склеротичен только на внутренней стороне, внешняя сторона в значительной степени мембранизирована, по крайней мере, базально-латерально; вершинные сегменты обоих церкусов субравны.
Самки без заметных родовых признаков, за исключением коротких задних базитарзусов с одной вентральной папиллой; парагенитальные стерниты брюшка часто со специальными склеротическими образованиями.

## Распространение
Встречаются повсеместно, главным образом, в субтропиках (Африка, Южная Америка, Азия, кроме Австралии). Южная Европа на юг в южную Африку и на восток в юго-западную Аравию; Индия. Предпочитает полузасушливые зоны. Отсутствует в тропических дождевых лесах. В Европе 8 видов.

## Классификация
Известно около 60 видов.
- Embia adenensis Ross, 1981
- Embia aethiopicorum  Karsch, 1900
- Embia algerica  (Navás, 1930)
- Embia alomatae  Ross, 2006
- Embia amadorae  Ross, 1966
- Embia argentina  Navás, 1920
- Embia asmarae  Ross, 2006
- Embia attenuata  Ross, 1966
- Embia biroi  Krauss, 1911
- Embia brevispina  Ross, 2006
- Embia burensis  (Rimsky-Korsakov, 1927)
- Embia camerunensis  Verhoeff, 1904
- Embia chudeaui  Navás, 1922
- Embia collariger  Enderlein, 1909
- Embia contorta  Ross, 1966
- Embia conula  Ross, 2006
- Embia cynthiae  Fontana, 2002
- Embia dissimilis  Rimsky-Korsakov, 1924
- Embia dobhali  Ross, 1950
- Embia femoralis  Navás, 1931
- Embia femorata  Navás, 1916
- Embia fuentei  Navás, 1918
- Embia gaillardi  Navás, 1922
- Embia girolamii  Fontana, 2001
- Embia klugi  Rambur, 1842
- Embia koltzbaueri  Navás, 1925
- Embia kraussi  Enderlein, 1912
- Embia larachensis  Ross, 1966
- Embia lecerfi  Ross, 1966
- Embia lesnei  Ross, 1966
- Embia lucasi  Ross, 1966
- Embia lurididiceps  Enderlein, 1912
- Embia major  Imms, 1913
- Embia maroccana  Ross, 1966
- Embia mauritanica  Lucas, 1849
- Embia minor  Mukerji, 1927
- Embia mulleri  Hagen, 1885
- Embia nigriceps  Ross, 2006
- Embia nigrula  Ross, 1981
- Embia nuragica  Stefani, 1953
- Embia pallida  Ross, 1951
- Embia piquetana  Navás, 1919
- Embia rabaulti  Navás, 1934
- Embia ramburi  Rimsky-Korsakow, 1905
- Embia ramosa  Navás, 1923
- Embia ruficapilla  (Burmeister, 1839)
- Embia sabulosa  (Enderlein, 1908)
- Embia savignyi  Westwood, 1837
- Embia shoa  Ross, 2006
- Embia silvestrii  Davis, 1940
- Embia sinai  Ross, 2006
- Embia sinuosa  Ross, 1966
- Embia sjostedti  Silvestri, 1908
- Embia smaeleni  Navás, 1923
- Embia socia  Navás, 1929
- Embia surcoufi  Navás, 1933
- Embia tartara  Saussure, 1896
- Embia tunetana Navás, 1920
- Embia tyrrhenica Stefani, 1953
- Embia vayssierei Navás, 1934
- другие